# Енвер Хаџиабдић
Енвер Хаџиабдић (Београд, 6. новембар 1945) бивши је југословенски и босанскохерцеговачки фудбалер и менаџер.

## Каријера
Каријеру је започео у Искри Бугојно, као одбрамбрени играч. 1965. године је прешао у Жељезничар. Током наредних девет година одиграо је више од 450 утакмица за клуб. Такође је освојио Првенство Југославије 1971–72. године. 1974. године је прешао у белгијски Шарлро, где је остао три сезоне. 1977. године се вратио у Босну и Херцеговину и потписао уговор са Вележом Мостар. Након две године је отишао у Грчку, Ларису, где је остао једну годину, а након тога се из професионалног фудбала повукао 1980. године са 35 година.
Био је један од најбољих европских одбрамбрених играча раних 1970-их. Та чињеница му је обезбедила место у репрезентацији Југославије у којој је сакупио 11 мечева.
Такође је био и члан тима који је учествовао на Светском првенству 1974. године и на Европском првенству 1976. године.

### Каријера менаџера
Након одласка у пензију вратио се у Сарајево где је дипломирао на Физичком факултету Универзитета у Сарајеву.

#### Жељезничар
Јануара 1998. године преузео је место главног тренера у свом омиљеном Жељезничару. У првој сезони је успео одвести клуб до Премијер лиге Босне и Херцеговине. Зими, 1999. године, одступио је због разочаравајућих лигашких резултата, упркос освајању босанског Суперкупа 1998. године против највећег ривала клуба - ФК Сарајево.
Ипак, поново се вратио следеће сезоне у којој је одвео клуб до прве титуле Купа БиХ. Клуб је напустио 2000. године.

#### Тирана
2002. године Хаџиабдић је постао менаџер албанског клуба Тирана. У сезони је постигао сјајне успехе, освојивши Суперкуп Албаније на почетку сезоне и Суперлигу Албаније на крају сезоне. Клуб је напустио у јуну 2003. године.

#### Жељезничар
Након неколико година рада на месту директора стадиона, 10. јануара 2007. године поново је постао главни тренер Жељезничара и на тој функцији је остао до јуна 2008. године.